# Серафим Полубєс й інші мешканці Землі
«Серафим Полубєс й інші мешканці Землі» (рос. «Серафим Полубес и другие жители Земли») — радянський художній фільм 1983 року режисера Віктора Прохорова.

## Сюжет
Для відбору картин художника-самородка Серафима Полубєс на виставку до Парижа з Москви відряджений успішний експерт-мистецтвознавець Микита Зав'ялов (Родіон Нахапетов). Микита дуже не хотів їхати у відрядження в цю глухомань, але і залишатися в Москві, де він мав іти в черговий раз з іноземцями до Великого театру, йому теж не хотілося. Приїхавши в село, де живе Серафим Полубєс (Едуард Бочаров), Зав'ялов бачить красу природи, бачить дивні і наївні картини Полубєса. А ще він зустрічає Дашу (Дар'я Михайлова), і раптово спалахує почуття. Зустріч з непересічною людиною духовно збагачує Микиту Зав'ялова, змушує його замислитися і змінити своє життя.

## У ролях
- Родіон Нахапетов —  експерт Микита Зав'ялов
- Едуард Бочаров —  Серафим Полубєс
- Дар'я Михайлова —  Даша
- Ніна Меньшикова —  Марфа
- Ігор Нефьодов —  Микола
- Текле Товста —  Катя
- Володимир Самойлов —  Яків
- Тамара Логінова —  Анна Павлівна

## Знімальна група
- Режисер-постановник: Віктор Прохоров
- Сценарист: Олександр Александров
- Оператор-постановник: Павло Лебешев
- Композитор: Олексій Рибников
- Художник: Людмила Кусакова